# Cratere Kasper
Kasper è un cratere lunare di 12,39 km situato nella parte nord-occidentale della faccia nascosta della Luna.